# Jordan 194
Jordan 194 je Jordanov dirkalnik Formule 1 za sezono 1994, ko so z njim dirkali Rubens Barrichello in Eddie Irvine, ki sta ga ob kazni na treh dirkah dirkah zamenjala Aguri Suzuki in Andrea de Cesaris. Barrichello je začel sezono odlično s četrtim mestom na domači in prvi dirki sezone za Veliko nagrado Brazilije in tretjim mestom na drugi dirki sezone za Veliko nagrado Pacifika, kar je najboljši rezultat moštva v sezoni. Do konca sezone je Brazilec dosegel še štiri četrta mesta, de Cesaris eno četrto mesto na dveh dirkah, Irvine pa po eno četrto, peto in šesto mesto. Skupno je to moštvu prineslo peto mesto v dirkaškem prvenstvo z osemindvajsetimi točkami.

## Popolni rezultati Formule 1
(legenda) 
| Leto | Šasija     | Motor    | Gume | Dirkači            | 1   | 2   | 3   | 4   | 5   | 6   | 7   | 8   | 9   | 10  | 11  | 12  | 13  | 14 | 15  | 16  | Toč | Prv |
| ---- | ---------- | -------- | ---- | ------------------ | --- | --- | --- | --- | --- | --- | --- | --- | --- | --- | --- | --- | --- | -- | --- | --- | --- | --- |
| 1994 | Jordan 194 | Hart V10 | G    |                    | BRA | PAC | SMR | MON | ŠPA | KAN | FRA | VB  | NEM | MAD | BEL | ITA | POR | EU | JAP | AVS | 28  | 5.  |
| 1994 | Jordan 194 | Hart V10 | G    | Rubens Barrichello | 4   | 3   | DNQ | Ret | Ret | 7   | Ret | 4   | Ret | Ret | Ret | 4   | 4   | 12 | Ret | 4   | 28  | 5.  |
| 1994 | Jordan 194 | Hart V10 | G    | Eddie Irvine       | Ret | EX  | EX  | EX  | 6   | Ret | Ret | Ret | Ret | Ret | 13  | Ret | 7   | 4  | 5   | Ret | 28  | 5.  |
| 1994 | Jordan 194 | Hart V10 | G    | Aguri Suzuki       |     | Ret |     |     |     |     |     |     |     |     |     |     |     |    |     |     | 28  | 5.  |
| 1994 | Jordan 194 | Hart V10 | G    | Andrea de Cesaris  |     |     | Ret | 4   |     |     |     |     |     |     |     |     |     |    |     |     | 28  | 5.  |